# Orquídia encarnada
L'orquídia encarnada (Dactylorhiza incarnata) és una espècie d'orquídies del gènere Dactylorhiza, de la subfamília Orchidoideae de la família Orchidaceae estretament relacionades amb el gènere Orchis. Es distribueix per tot Europa, arribant fins a l'Àsia central. Són d'hàbits terrestres i tenen tubercles.